# João Roque
João Henrique Roque dos Santos (Casalinhos de Alfaiata, concelho de Torres Vedras, 1 de janeiro de 1940) é um ciclista de Portugal. Venceu a Volta a Portugal em 1963. Foi responsável pela vinda de Joaquim Agostinho para o Sporting e fez parte da Comissão de Honra do Centenário do Clube.

## Carreira desportiva
- 1958/1959 - Mem Martins Sport Clube.
- 1960/1969 - Sporting Clube de Portugal, Portugal

## Palmarés
- 1958 - início da carreira no Mem Martins Sport Clube.
- 1958 - 12 Vitórias Populares - Mem Martins Sport Clube.
- 1959 - 23 Vitórias Populares, entre as quais o 1º G.P. Pero Pinheiro, no mesmo Clube.
- 1960 - Ingresso no Sporting Clube de Portugal, como Amador Sénior, cinco vitórias como amador.
- 1961 - 5º na Volta a Portugal em Bicicleta  e 1º no Circuito de Alenquer
- 1962 - Queda aparatosa na Volta a Espanha, 9º na Volta a Portugal em Bicicleta e 5º no Porto - Lisboa
- 1963 - 1º na Volta a Portugal em Bicicleta, 1º Porto Lisboa,30º no Campeonato do Mundo em Espanha, Campeão nacional C. R equipas, Melhor Atleta profissional do Ano, Prémio STROMP.
- 1964 - 2º na Volta a Portugal em Bicicleta
- 1965 - 2º na Volta a Portugal em Bicicleta, vitória por etapas na Volta à Catalunha e 25º na Volta a Espanha
- 1966 - 2º na Volta a Portugal em Bicicleta  1º na Volta ao Estado DE S. PAULO BRASIL e 11º Grande prémio das nações em França.
- 1967 - 2º na Volta a Maiorca Espanha ,1º Grande prémio JORNAL NOTICIAS, 22º Campeonato do Mundo na Bélgica, campeão regional de fundo
- 1968 - Desistência na Volta a Portugal em Bicicleta
- 1969 - Fez o 18º na Volta a Portugal em Bicicleta, sempre representando o Sporting.